# خانه جری کولاک ومحوطه اطراف آن
خانه جری کولاک ومحوطه اطراف آن مربوط به اوایل دوره پهلوی است و در جزیره هرمز، نزدیک اسکله جدید واقع شده و این اثر در تاریخ ۱۱ دی ۱۳۸۰ با شمارهٔ ثبت ۴۵۹۸ به‌عنوان یکی از آثار ملی ایران به ثبت رسیده است.